# گوگ‌تپه‌لله
گوگ‌تپه‌لله، روستایی از توابع بخش مرکزی شهرستان میاندوآب در استان آذربایجان غربی ایران است.

## جمعیت
این روستا در دهستان مرحمت‌آباد قرار دارد و براساس سرشماری مرکز آمار ایران در سال ۱۳۸۵، جمعیت آن ۳۳۲ نفر (۸۳خانوار) بوده‌است. این روستا در مجاورت روستای گوگ تپه خالصه واقع شده و مسیر جمعه بازار هفتگی میاندوآب از میان آن رد می شود. پیشه اکثر ساکنین روستا کشاورزی و دامداری می باشد.